# Allisha Gray
Allisha Gray (Greenwood, 12 de janeiro de 1995) é uma jogadora estadunidense de basquete profissional que atualmente joga pelo Dallas Wings da Women's National Basketball Association (WNBA).
Ela conquistou a medalha de ouro nos Jogos Olímpicos de Verão de 2020 na disputa 3x3 feminino com a equipe dos Estados Unidos, ao lado de Stefanie Dolson, Kelsey Plum e Jackie Young.